# 레이크 뷰 공원묘지

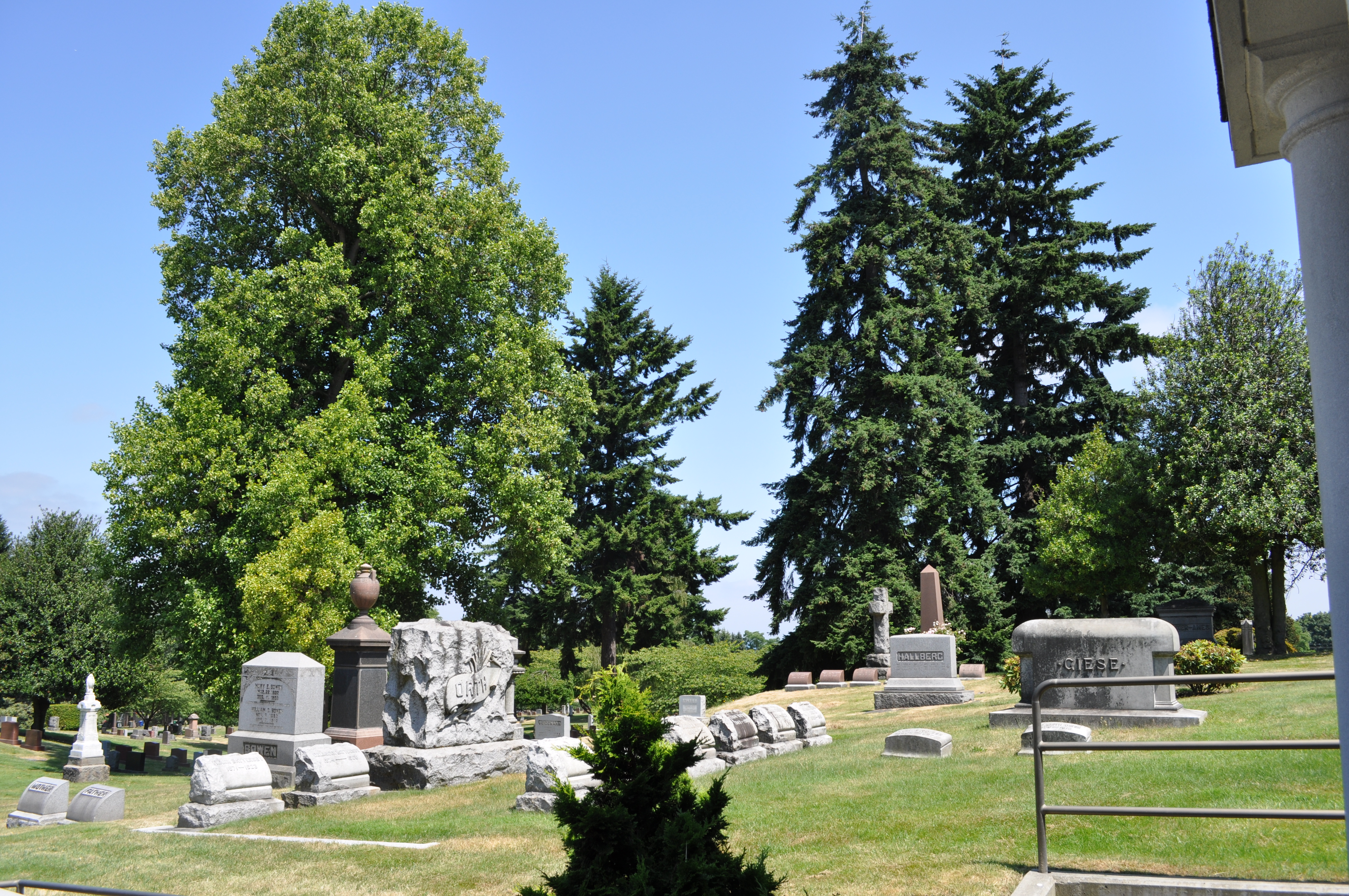

레이크 뷰 공원묘지(영어: Lake View Cemetery)는 미국 워싱턴주 시애틀에 위치해 있다. 무술 배우이자 철학가, 무술가이며, 절권도의 창시자인 이소룡이 묻혀있다.